# Альтенмюнстер
Альтенмюнстер (нім. Altenmünster) — громада в Німеччині, знаходиться в землі Баварія. Підпорядковується адміністративному округу Швабія. Входить до складу району Аугсбург.
Площа — 41,30 км2. Населення становить 4275 ос. (станом на 31 грудня 2020).